# 石松千惠美
石松千惠美（日语：石松 千恵美，1979年5月5日—），日本女性配音員。出身於東京都。賢Production所屬。身高155cm。

## 演出作品
※粗體字表示說明飾演的主要角色。

### 電視動畫
2003年
- 戀愛小魔女（里美）
- 你所期望的永遠（女A）
- DEAR BOYS（泉）
- 人間交差點（年輕女演員）

2004年
- 花右京女僕隊 La Verite（女僕A）
- 完美超人Joe（血色蕾茜兒）
- 美鳥的日記（女A）
- 烘焙王（小孩）

2005年
- 出雲戰記（逢須芹[2]）
- 小天小天子（日语：こてんこてんこ）（女王 等）

2006年
- 蠟筆小新（女性店員）
- 獸爪（日语：ケモノヅメ）（女）
- 砂沙美魔法少女俱樂部（女子B、會場廣播）
- 認真地不認真的怪傑佐羅（河童嬰兒）
- 無敵看板娘（少女、武）

2007年
- 風之少女艾蜜莉（珍妮·史傳）
- 風之聖痕（女僕、神凪之女、少年、女學生、杉野美惠）
- 零之使魔 雙月的騎士（2007～2012，蜜雪兒、女學生A〈艾可〉）3系列
- 天保異聞 妖奇士（女兒）
- 東京魔人學園剣風帖 龖（怨毛鬼、日直）
- 意外（深田麻美）
- 羅密歐×茱麗葉（婦人）

2009年
- 青之花（杉本恭己）

2010年
- 刀語（側近A）
- 吸血鬼同盟（女高中生B）

2011年
- 紙箱戰機（學生）

2012年
- 戀愛與選舉與巧克力（東雲葉月）

2013年
- 神奇寶貝XY（2013～2016，君莎）2系列

2015年
- 偵探歌劇 少女福爾摩斯 TD（諾瓦[3]）

2017年
- SUPER LOVERS 2（斯波夏生的母親）

2021年
- 新幹線戰士Z（2021～2022，新多朱鷺）

### OVA
2002年
- 三角心 ～Sweet Songs Forever～（日语：とらいあんぐるハート3 〜Sweet Songs Forever〜#とらいあんぐるハート 〜Sweet Songs Forever〜）（艾莉思·馬克凱琳）

2003年
- 巨乳學園（顧問老師[4]）
- （黑木）

### 遊戲
2002年
- Thread Colors ～再見的另一面～（日语：Thread Colors〜さよならの向こう側〜）（草薙翼）

2003年
- 巨乳學園（顧問老師）

2004年
- 幻想水滸傳IV（日语：幻想水滸伝IV）（珠兒）
- DearS（佐倉尚美）

2005年
- 在這晴空下（日语：この晴れた空の下で）（緋川雙葉）
- 變身超人Joe 戰鬥嘉年華（血色蕾茜兒）
- 公主協奏曲（日语：プリンセスコンチェルト）（阿爾戈拉斯）
- Rhapsodia（日语：Rhapsodia）（珠兒）

2007年
- 十次元立方體 ～生存遊戲～（日语：十次元立方体サイファー）（琴風由美）

2008年
- 水時計 ～光和影的十字架～（尤蒂特）
- 桃色大戰（土御門桔梗）

2011年
- 最終幻想 零式（木葉）

2012年
- 倭人異聞錄 ～晨曦時，夢見兮～（久那冴子）
- 少女RPG 灰姑娘生活（日语：ガールズRPG シンデレライフ）（莫妮卡）
- 戀愛與選舉與巧克力 PORTABLE（東雲葉月）

2013年
- 雷霆歸來 最終幻想XIII

2017年
- 三國志軍團（呂玲綺[5]）

### 廣播劇CD
2003年
- Triangle Heart'S Sound StageX（日语：とらいあんぐるハート'S サウンドステージ#とらいあんぐるハート'S Sound Stage）（艾莉思·馬克凱琳）

2005年
- 出雲戰記2 角色歌曲&廣播劇CD Vol.1 八岐猛&逢須芹（逢須芹）

2012年
- （東雲葉月） 
  - 戀愛與選舉與巧克力&現在就想告訴哥哥，我是妹妹！（東雲葉月）

### BLCD
- YELLOW（日语：YELLOW (立野真琴の漫画)）（女）
- SASRA 4（菊乃）
- （女高中生）
- LOVE SEEKER（沙織）
- 二重螺旋3 攣哀感情（女學生）
- （美早）
- 龍的溫柔殺伐2

### 外語配音
※作品依英文名稱及英文原名排序。

#### 電影
- 搞事樂園（寶莉〈克莉絲汀·薇格 飾演〉）
- 海岸線（英语：The Coast Guard (film)）
- 没有上帝的消息（英语：Don't Tempt Me）（菲利〈埃琳納·安娜亞 飾演〉）
- 致命女郎（英语：Femme Fatale (2002 film)）
- 一球成名2
- 盧安達飯店
- 海陸悍將 ※東京電視台版。
- 黃飛鴻之辛亥革命（英语：Once Upon a Time in China (film series)）
- 魔境仙踪（梅伊〈艾碧葛·史賓塞（英语：Abigail Spencer） 飾演〉）
- 陽光姊妹淘（李尚美〈千玗嬉 飾演〉）
- 奇哥的冒險（葡萄牙語：Uma Aventura do Zico）

#### 電視影集
- 神盾局特工（黛比博士〈夏恩·露絲歐 飾演〉）
- 校園大狼（英语：Big Wolf on Campus）（女學生、女子 等）
- 識骨尋蹤 (第9季)（碧安卡·席爾瓦）
- 凱特琳的路 (第2季)（英语：Caitlin's Way）
- 鐵證懸案 (第3季)
- 蛋白質男孩（英语：Conduct Zero）
- 謀殺診斷書 (第2～4季)（英语：Diagnosis: Murder）
- GO！GO！JET
- 大風水（般若〈李允智 飾演〉）
- 天賜（安迪·顏森〈瑪格達·阿潘諾維茲（英语：Magda Apanowicz） 飾演〉）
- 重返犯罪現場：洛杉磯 (第2季)（夏利）
- 超自然檔案 (第9季)（敏蒂〈艾蜜莉・麥迪遜 飾演〉）
- 熱血警探（英语：Touching Evil (U.S. TV series)）
- 穹頂之下（“諾里”卡爾弗特-希爾〈麥肯茲·林茲（英语：Mackenzie Lintz） 飾演〉）

#### 動畫
- 天才小子吉米
- 捍衛聯盟（牙仙〈艾拉·費雪 配音〉）

### 廣播節目
- （2000年4月－2002年3月，主持人）
- 青之花 ～Sweet Blue Radio～（第9、10回嘉賓）
- 戀愛與選舉與巧克力電台 緒方惠美的食研亂YO!!（第13回嘉賓）

### 旁白
- 動物星球頻道Safari
- 科學推理（日语：サイエンスミステリー）
- 瑪莎·史都華生活

### 舞台
- 你與X'mas ～賢Pro玩具箱 Part2～（2004年）

### 其它
- 行動電話FOMA動畫（カッパラポリス、GA太郎）

## 音樂作品

### 角色歌曲
| 發行日期 | 標題                                             | 名義                   | 曲名       | 商業搭配                     |
| 2003年   | 2003年                                           | 2003年                 | 2003年     | 2003年                       |
| -------- | ------------------------------------------------ | ---------------------- | ---------- | ---------------------------- |
| 3月26日  | 巨乳學園 萌音樂室                                | 顧問老師（石松千惠美） | 「{」      | 廣播劇《巨乳學園》相關歌曲   |
| 2005年   |                                                  |                        |            |                              |
| 10月28日 | 出雲戰記2 角色歌曲&廣播劇CD Vol.1 八岐猛＆逢須芹 | 逢須芹（石松千惠美）   | 「Heaven」 | 電視動畫《出雲戰記》相關歌曲 |

## 外部連結
- 賢Production公式官網的聲優簡介 （页面存档备份，存于） （日語）
- 石松千惠美 （页面存档备份，存于） （日語）－Talent Date Bank
- 石松千惠美 （页面存档备份，存于） （日語）－日本藝人名鑑（日语：日本タレント名鑑）
- （日語）－WEB THE TELEVISION（日语：ザテレビジョン）
- 石松千惠美 （页面存档备份，存于） （日語）－SEIGURA web
- 石松千惠美 （页面存档备份，存于） （日語）－oricon
- 石松千惠美 （页面存档备份，存于） （日語）－allcinema（日语：allcinema）